# プトレマイオス13世

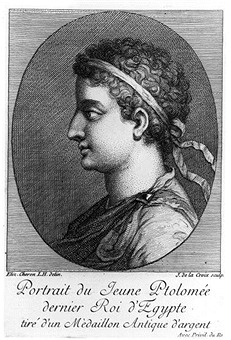
プトレマイオス13世(17世紀の画家エリザベト・ソフィ・シェロンが紀元前1世紀のメダルをもとに描いた書籍の挿絵)

プトレマイオス13世（Πτολεμαίος ΙΓ', 紀元前63年 - 紀元前47年）は、エジプトのヘレニズム国家プトレマイオス朝のファラオ（在位：紀元前51年 - 紀元前47年）。プトレマイオス12世の子で姉にベレニケ4世、クレオパトラ7世、アルシノエ4世、弟にプトレマイオス14世。
父の遺言により姉クレオパトラ7世と7歳でエジプトを共同統治であったが、実質クレオパトラの単独統治であった。そのことを不満に覚えた幼いプトレマイオス13世はポティノスら宮廷官人に奉られ、姉を追放しエジプトを統治しようと内戦を起こす。一時は首都アレクサンドリアを掌握し姉を追放した。
その頃ローマ内戦でカエサルに敗北したローマの将軍グナエウス・ポンペイウスがエジプトに逃亡してきた。当初は歓迎したが、カエサルを恐れてを殺害した。だが、カエサルは逆にエジプトとプトレマイオス13世に不評を買う。
その後、ローマの介入を招き、姉を支持したガイウス・ユリウス・カエサルによって殺害される（ナイルの戦い）。
異説に「戦争によって追い詰められ、船から転落して鎧の重さで浮き上がれず溺死」というものがある。